# Niženovgorodska oblast
Niženovgorodska oblast (rusko Нижегоро́дская  о́бласть) je oblast v Rusiji v Privolškem federalnem okrožju. Na severovzhodu meji s Kirovsko oblastjo, na vzhodu z republikama Marij El in Čuvašijo, na jugu z republiko Mordvinijo, na jugozahodu z Rjazansko oblastjo, na zahodu z Vladimirsko in Ivanovsko oblastjo, ter na severozahodu s Kostromsko oblastjo.
Ustanovljena je bila 14. januarja 1929. 15. junija so jo preoblikovali v Niženovgorodski okraj, ki se je leta 1932 preimenoval v Gorkovski okraj. Leta 1936 so kraj preoblikovali v Gorkovsko oblast, iz katere sta izšli ASSR Marij El in Čuvašija. Leta 1990 se je oblast preimenovala v sedanje ime. Leta 1994 je v njen sestav prišel Sokolski rajon.